# Elliot Ingber
Elliot Ingber, ook bekend als Winged Eel Fingerling (24 augustus 1941 – 21 januari 2025) was een Amerikaanse gitarist. Ingber speelde met The Moondogs en The Gamblers, waarmee hij ook opnam. In 1966 was hij een van de oprichters van Frank Zappa's Mothers of Invention. Nadat hij door Zappa ontslagen was (waarschijnlijk vanwege een LSD-trip tijdens een optreden), formeerde hij met enkele voormalige bandleden van Lowell George's groep the Factory de bluesrock- en psychedelische rockgroep Fraternity of Man, waar Ingber de blues-leads voor zijn rekening nam. Na twee albums stopte de band ermee, maar in 1995 richtte Ingber de groep opnieuw op en bracht hiermee een nieuw album uit. Na de Fraternity of Man-tijd werd Ingber lid van de Magic Band van Captain Beefheart, die hem de bijnaam Winged Eel Fingerling gaf. Bij Beefheart was Ingber actief tot in het midden van de jaren zeventig. 
Ingber overleed op 21 januari 2025 op 81-jarige leeftijd.

## Discografie (selectie)
The Mothers of Invention:
- Freak Out!, Verve, 1966
- Mothermania, Verve, 1969

Fraternity of Man:
- Fraternity of Man, ABC Records, 1968
- Get It On, 1969
- X, Malibu Records, 1995

Captain Beefheart and His Magic Band
- The Spotlight Kid, Reprise, 1972
- Bluejeans and Moonbeams, Mercury, 1974
- Magnetic Hands: Live in the UK (opnames 1972-1980), Viper Records, 2002

Solo
- The4, Archives, 2001

- MusicBrainz: 6323c585-8945-40e8-bec1-ac395d663d9b
- Nationale Bibliotheek van Tsjechië: xx0147924
- Nationale Bibliotheek van Israël: 987007331996105171
- Virtual International Authority File: 6537149619421404010009